# Simon Moser (Moderator)

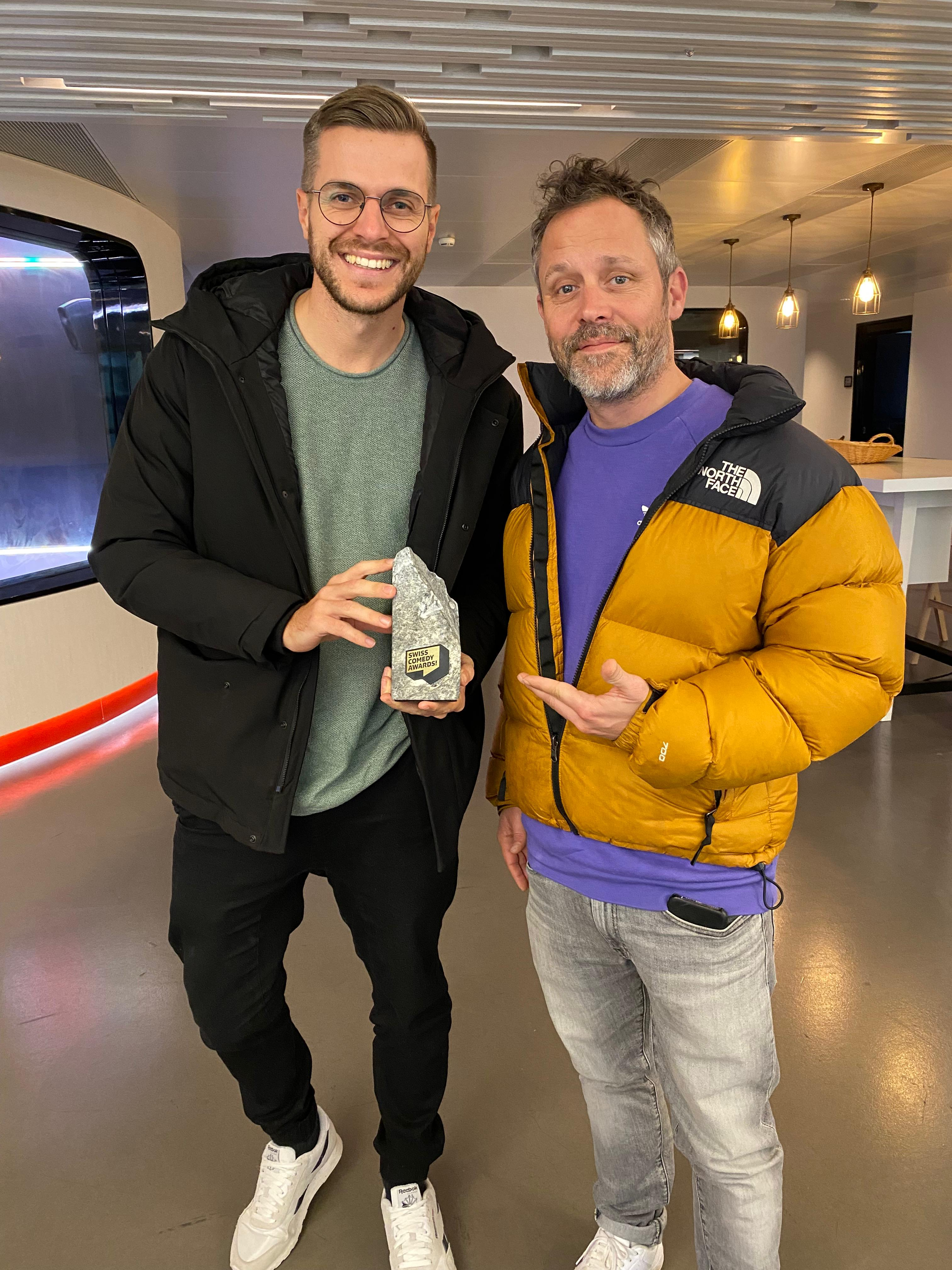
Michel Schelker und Simon Moser – Swiss Comedy Award 2022

Simon Moser (* 13. Januar 1981 in Bern) ist ein Schweizer Radiomoderator, TV-Moderator und Podcaster.

## Karriere
Moser startete 2001 bei Radio BE1. Als Comedy-Figur Praktikant Moser erlangte er erste Bekanntheit, ab 2004 moderierte er seine eigene Morgenshow (Simon Moser & Co – die lustigste Morgenshow für Bern). Seit 2010 ist er Moderator der Morgenshow bei Energy Bern, seit 2015 zusammen mit Michel Schelker.
2015 war Moser Mitglied der Schweizer Jury beim Eurovision Song Contest.
Seit 2015 moderiert er den Stadionevent Energy Air und legt dort jeweils zusammen mit Schelker vor bis zu 40'000 Personen als DJ auf.
Seit 2019 präsentiert Moser gemeinsam mit Schelker wöchentlich in der Nacht auf Samstag den Podcast Die Sprechstunde. 2021 wurde die Sprechstunde zum ersten Mal live vor 1'200 Zuschauern im Kursaal Bern aufgezeichnet. Vom November 2023 bis Dezember 2024 war Die Sprechstunde – Live-Therapie mit Das Zelt in der Schweiz auf Tour. Der Podcast Die Sprechstunde gehört zu den meistgehörten Podcasts der Schweiz.
Moser ist auch im Social-Media-Format Erst Wochenende,  wenn… zu sehen. Seit 2019 geben sich Moser und Schelker gegenseitig Aufgaben, die sie erfüllen müssen, bevor sie ins Wochenende gehen dürfen; bis heute wurden über 100 Folgen ausgestrahlt. Mit diesem Format und dem Social-Media-Team von Radio Energy gewannen Moser & Schelker 2022 den Swiss Comedy Award.
2023 feierte das erste TV-Format von Moser und Schelker Premiere. Die Buddy Bucket List ist ein Realityformat, in dem sich Moser und Schelker ihre Lebensträume erfüllen.

## Leben
Moser wurde in Bern geboren und lebte bis zu seinem 21. Lebensjahr in Bolligen. Danach zog er nach Bern. Er lebt mit seiner Familie (zwei Kinder) im Wyler-Quartier.